# アマチュア無線技士養成課程講師
アマチュア無線技士養成課程講師（アマチュアむせんぎしようせいかていこうし）とは、日本アマチュア無線振興協会（JARD）が主催する第四級ならびに第三級アマチュア無線技士養成課程講習会で法規・無線工学の講義を行う者である。講習会の講師になるには、定められた資格条件を満たしたうえで、JARDが行う講師の研修を修了しなければならない。現在の研修制度で講師の研修が受けられる者は、講師の資格条件を満たし、新たに講習会の講師を希望して1年以内に講習会の講師を担当する具体的な計画がある者に限定されている。講師の修了証書には有効期限はなく、大きな法令改正があるまで有効となる。
専任ではなく、通常は他の業務（本業）を持ち、その講習会期間中において主催者側との期間雇用となる。

## 講師になるための資格条件
1. 次の資格を有する者であって、無線通信に関する業務に1年以上従事した経験を有する者。括弧内は担当科目
  - 第一級総合無線通信士（法規・無線工学）
  - 第二級総合無線通信士（法規）
  - 第一級アマチュア無線技士（法規・無線工学）
  - 第一級陸上無線技術士（無線工学）
  - 第二級陸上無線技術士（無線工学）
2. 1.以外の者であって、次の資格条件を満たす者（法規・無線工学共）。
  - 学校教育による高等学校、中等教育学校、高等専門学校若しくは大学又はこれらに準ずる学校等の電気通信に関する科目を担当する教員として、認定申請前5年以内に通算して3年以上従事した経験を有する者。
    - （教員としての担当する科目に応じ担当科目のすべて、あるいは一部）

  - 上記に該当する者として養成課程の講師を務めた経歴を有する者であって、認定申請前3箇月以内に養成課程（アマチュア無線技士に係るものに限る。）の講師を務めた経歴を有する者。
  - 第二級アマチュア無線技士又は第二級アマチュア無線技士の操作範囲に属する操作を行うことができる資格（具体的には第三級総合無線通信士）を有する者であって、当該資格によりアマチュア無線業務に3年以上従事した経歴を有する者。
3. 1.および2.の者は、次の資格条件を満たす者であり、かつ、講師の研修を修了した者であること。
  - 電波関係法令の定めるもののほか、JARDの目的、運営並びに当協会が主催し総括する養成課程について理解している者であること。
  - 原則として、25歳以上65歳未満の者であること。
  - 養成課程に関し制裁を受けたことのない者。
4. 1.および2.の者は、次のいずれかに該当する者でないこと。
  - 電波法に規定する罪を犯して罰金以上の刑に処せられその執行を終わり、又は執行を受けることがなくなった日から2年を経過しない者。
  - 電波法若しくはこれに基づく命令またはこれに基づく処分に違反して電波法第76条又は第79条の規定による処分を受け、その処分の日から2年を経過しない者。
  - 認定を取り消された養成課程に係る管理責任者であった者であって、当該認定の取り消しの処分の日から2年を経過しない者。
  - アマチュア無線機器の製造業者、販売業者又は工事業者あるいはこれらの者と直接関係のある者。
  - 平成21年4月1日以降に実施されたJARD以外のアマチュア無線技士養成課程の認定施設者、講師又は管理責任者あるいはこれらの者と直接関係のある者。